# Kurt Weckmann
Kurt Johann Friedrich Ludwig Marius Adolf Eduard Alexander Weckmann (* 18. November 1895 in Schwerin; † 14. April 1981 in Baden-Baden) war ein deutscher Generalleutnant im Zweiten Weltkrieg. Er war u. a. von März 1942 bis Mai 1944 Kommandeur der Generalstabsausbildung an der Kriegsakademie und zuletzt Divisionskommandeur in Norwegen. Nach dem Zweiten Weltkrieg war er Präsident der Clausewitz-Gesellschaft und wurde mit dem Bundesverdienstkreuz ausgezeichnet.

## Leben

### Militärischer Werdegang
Weckmann wurde 1895 als Sohn eines Oberstabzahlmeisters und seiner Frau geboren. Er besuchte die Domschule Güstrow und trat nach dem Abitur 1914 als Fahnenjunker in das 3. Posensche Infanterie-Regiment Nr. 58 der Preußischen Armee ein. Noch im selben Jahr wurde er zum Leutnant befördert und an der Westfront verwendet. Im Juni 1918 wurde er in das Reserve-Infanterie-Regiment Nr. 39 versetzt. Für sein Wirken erhielt Weckmann beide Klassen des Eisernen Kreuzes und das Verwundetenabzeichen in Gold.
Nach dem Ersten Weltkrieg war er zunächst Angehöriger des Freiwilligenbataillons 41, des Infanterieregiments 2 und des Reiter-Regiments 2 der Reichswehr. 1926 durchlief er die Führergehilfenausbildung im Reichswehrministerium in Berlin. Es folgten Verwendungen in der 4. Division beim 13. und 12. Reiter-Regiment sowie die Beförderung zum Hauptmann. 1930 wurde er Chef der 11. Kompanie im 9. (Preußisches) Infanterie-Regiment. Ab 1933 war er auf folgenden Verwendungen im Generalstab (Ia) tätig: Artillerie-Führer II, 2. Division und Heeresdienststelle 9 (Köln). 1936 wurde er Oberstleutnant.
1938 wurde er Taktiklehrer an der Kriegsakademie, bis er dann im August 1939 in den Generalstab (Ia) des XXX. Armeekorps der Wehrmacht kommandiert wurde. Im Oktober 1939 wurde er ebendort Chef des Generalstabes. Ein Jahr später wechselte er in gleicher Funktion zur 9. Armee; 1941 erfolgte nach einer Verwundung im Deutsch-Sowjetischen Krieg die Kommandierung in die Führerreserve. Im Februar 1942 wurde er Kommandeur der Generalstabslehrgänge und im März der Kriegsakademie. Er erhielt im selben Jahr das Deutsche Kreuz in Gold. Es folgte seine letzte Beförderung zum Generalleutnant. Im Juni 1944 wurde er erneut in die Führerreserve versetzt, bis er im Oktober 1944 zum Kommandeur der 274. Infanterie-Division ernannt wurde. Am 8. Juli 1945 geriet er als Führer vor Ort in Norwegen in britische Kriegsgefangenschaft, in der er bis 1948 in unterschiedlichen Camps u. a. in Island Farm verblieb.

### Vereinstätigkeit und Familie
Ab 1952 arbeitete er für die Forces françaises en Allemagne. Von 1962 bis 1968 war er erster Präsident der Clausewitz-Gesellschaft, die sich um ehemaligen Generalstabsoffiziere aller Truppengattungen bildete. 1969 wurde er zum ersten Ehrenpräsidenten der Gesellschaft gewählt. 1966 erhielt er das Bundesverdienstkreuz 1. Klasse.
Er veröffentlichte u. a. in der Wehrwissenschaftlichen Rundschau.
Weckmann war ab 1927 verheiratet und Vater einer Tochter.